# Danh sách tên ký hiệu của NATO cho tàu ngầm đi săn và thí nghiệm
Tên ký hiệu của NATO cho tàu ngầm lớp đi săn và thí nghiệm với các thiết kế của Liên Xô:
(Tàu ngầm đi săn là loại tàu ngầm dùng để dò tìm tiêu diệt tàu ngầm đối phương).
- Tàu ngầm đi săn động cơ hạt nhân (Podvodnaya Lodka Atomnaya - PLA)
  - "Tàu ngầm lớp November" (Đề án 627 - Lớp Kit (Кит))
  - "Echo II"
  - "Tàu ngầm lớp Victor"
    - "Victor I" (Đề án 671 - Lớp Yorsh (Ёрш))
    - "Victor II" (Đề án 671RT - Lớp Syomga)
    - "Victor III" (Đề án 671RTM - Lớp Shchuka)

  - "Alfa" (Đề án 705 - Lớp Lira (Лира))
  - "Mike" (Đề án 685 - Lớp Plavnik)
  - "Sierra I" (Đề án 945 - Lớp Barrakuda)
  - "Sierra II" (Đề án 945A - Lớp Kondor (Кондор))
  - "Tàu ngầm lớp Akula"
    - "Akula I" (Project 971 - Lớp Shchuka-B)
    - "Akula II" (Lớp Nerpa)

  - "Severodvinsk" (Đề án 885)
- Tàu ngầm đi săn động cơ điện/diesel (Podvodnaya Lodka - PL)
  - "Zulu" (Đề án 611)
  - "Whiskey" (Đề án 613)
  - "Quebec" (Đề án A615)
  - "Golf" (Đề án 629)
  - "Golf SSQ"
  - "Romeo" (Đề án 633)
  - "Foxtrot" (Đề án 641)
  - "Tango" (Đề án 641B - Som class)
  - "Foxtrot II"
  - "Kilo" (Đề án 877)
  - "Export Kilo"
  - "Improved Kilo" (Đề án 636)
- Tàu ngầm thí nghiệm/thử nghiệm 
  - "Bravo" (Đề án 690 - Lớp Kefal)
  - "India" (Đề án 940 - Lớp Lenok)
  - "Lima" (Đề án 1840)
  - "Belouga" (Đề án 1710)
  - "Yankee-Stretch"
  - "Yankee-Pod"

Xem thêm: Tên ký hiệu của NATO